# Jungle Strike
Jungle Strike è un videogioco sparatutto del 1993 sviluppato e pubblicato da Electronic Arts per Sega Mega Drive. Anche noto con il titolo Jungle Strike: The Sequel to Desert Strike, il secondo gioco della serie Strike ha ricevuto conversioni per MS-DOS, Amiga, Game Gear, Game Boy e Super Nintendo Entertainment System ed è incluso, insieme a Desert Strike, nella raccolta EA Replay per PlayStation Portable.